# Список боевых действий во время вторжения России на Украину
В результате вторжения России на Украину, на территории Украины произошла серия воздушных, морских и наземных боёв, а также различные военные кампании, операции, осады и иные военно-стратегические события. Ниже предоставлен список боевых действий, произошедших во время вторжения России на Украину, начиная с 24 февраля 2022 года.

## Театры военных действий
| Наименование     | Начало боевых действий | Конец боевых действий | Итоги            |
| ---------------- | ---------------------- | --------------------- | ---------------- |
| Восточный        | 24 февраля 2022 года   | —                     | Бои продолжаются |
| Северо-восточный | 24 февраля 2022 года   | 8 апреля 2022 года    | Победа Украины   |
| Южный            | 24 февраля 2022 года   | —                     | Бои продолжаются |

## Операции
| Наименование                          | Начало сражения      | Конец сражения      | Итоги боевых действий       |
| ------------------------------------- | -------------------- | ------------------- | --------------------------- |
| Контрнаступление в Херсонской области | 29 августа 2022 года | 11 ноября 2022 года | Победа Украины              |
| Контрнаступление на востоке Украины   | 6 сентября 2022 года | 2 октября 2022 года | Победа Украины              |
| Зимнее наступление России на Украине  | 22 декабря 2022 года | Февраль 2023 года   | Ограниченные успехи России  |
| Контрнаступление Украины 2023 года    | 4 июня 2023 года     | 30 ноября 2023 года | Ограниченные успехи Украины |
| Бои на севере Харьковской области     | 10 мая 2024 года     | —                   | Бои продолжаются            |
| Бои в Курской области                 | 6 августа 2024 года  | —                   | Бои продолжаются            |

## Диверсии и тыловые операции
| Наименование                          | Дата                    | Атакующая сторона                                                             | Цель                  |
| ------------------------------------- | ----------------------- | ----------------------------------------------------------------------------- | --------------------- |
| Подрыв Козаровицкой дамбы             | 26 февраля 2022 года    | Украина                                                                       | Козаровицкая дамба    |
| Подрыв Крымского моста                | 8 октября 2022 года     | Украина                                                                       | Опора Крымского моста |
| Рейд в Брянскую область               | 2 марта 2023 года       | Русский добровольческий корпус                                                | Неизвестно            |
| Рейды в Белгородскую область          | 22 и 23 мая 2023 года   | Русский добровольческий корпус                                                | Неизвестно            |
| Рейды в Белгородскую область          | 1—5 июня 2023 года      | Русский добровольческий корпус                                                | Неизвестно            |
| Подрыв Крымского моста                | 17 июля 2023 года       | Украина                                                                       | Опора Крымского моста |
| Рейд в Белгородскую и Курскую области | 12 — 21 марта 2024 года | Русский добровольческий корпус / Легион «Свобода России» / Сибирский батальон | Неизвестно            |
| Операция «Паутина»                    | 1 июня 2025 года        | Украина                                                                       | Военные аэродромы     |

## Морские бои и сражения
| Наименование                                             | Дата                 | Атакующая сторона | Цель                                     |
| -------------------------------------------------------- | -------------------- | ----------------- | ---------------------------------------- |
| Потопление крейсера «Москва»                             | 14 апреля 2022 года  | Украина           | Флагман ЧФ РФ, ракетный крейсер «Москва» |
| Атака дронов на базу Черноморского флота в Севастополе   | 29 октября 2022 года | Украина           | Суда Черноморского флота                 |
| Атака дронов на базу Черноморского флота в Новороссийске | 4 августа 2023 года  | Украина           | Суда Черноморского флота                 |

## Наземные бои и сражения
| Наименование                  | Область              | Начало сражения       | Конец сражения        | Фронт     | Итоги боевых действий                     |
| ----------------------------- | -------------------- | --------------------- | --------------------- | --------- | ----------------------------------------- |
| Бои за Авдеевку               | Донецкая область     | 21 февраля 2022 года  | 17 февраля 2024 года  | Восточный | Победа России                             |
| Бои за остров Змеиный         | Одесская область     | 24 февраля 2022 года  | 30 июня 2022 года     | Южный     | Победа Украины                            |
| Бои за аэропорт Антонов       | Киевская область     | 24 февраля 2022 года  | 31 марта 2022 года    | Киевский  | ВС РФ были выбиты из аэропорта            |
| Бои за Конотоп                | Сумская область      | 24 февраля 2022 года  | 25 февраля 2022 года  | Северный  | Победа России с последующим выводом войск |
| Бои за Мариуполь              | Донецкая область     | 24 февраля 2022 года  | 20 мая 2022 года      | Южный     | Победа России с последующей оккупацией    |
| Бои за Ахтырку                | Сумская область      | 24 февраля 2022 года  | 26 марта 2022 года    | Северный  | Победа Украины                            |
| Бои за Сумы                   | Сумская область      | 24 февраля 2022 года  | 6 апреля 2022 года    | Северный  | Победа Украины                            |
| Бои за Тростянец              | Сумская область      | 24 февраля 2022 года  | 26 марта 2022 года    | Северный  | Победа Украины                            |
| Захват Чернобыльской АЭС      | Киевская область     | 24 февраля 2022 года  | 24 февраля 2022 года  | Киевский  | Победа ВС РФ с последующим выводом войск  |
| Бои за Чернигов               | Черниговская область | 24 февраля 2022 года  | 6 апреля 2022 года    | Северный  | Победа Украины                            |
| Битва за Харьков              | Харьковская область  | 24 февраля 2022 года  | 14 мая 2022 года      | Северный  | Победа Украины                            |
| Бои за Херсон                 | Херсонская область   | 24 февраля 2022 года  | 2 марта 2022 года     | Южный     | Победа России с последующим выводом войск |
| Бои за Херсон                 | Херсонская область   | 9 ноября 2022 года    | 11 ноября 2022 года   | Южный     | Победа России с последующим выводом войск |
| Битва за Киев                 | Киев                 | 25 февраля 2022 года  | 2 апреля 2022 года    | Киевский  | Победа Украины                            |
| Бои за Волноваху              | Донецкая область     | 25 февраля 2022 года  | 12 марта 2022 года    | Восточный | Победа России с последующей оккупацией    |
| Бои за Гостомель              | Киевская область     | 25 февраля 2022 года  | 1 апреля 2022 года    | Киевский  | Победа Украины                            |
| Бои за Мелитополь             | Запорожская область  | 25 февраля 2022 года  | 1 марта 2022 года     | Южный     | Победа России с последующей оккупацией    |
| Бои за Николаев               | Николаевская область | 25 февраля 2022 года  | 8 апреля 2022 года    | Южный     | Победа Украины                            |
| Бои за Васильков              | Киевская область     | 25 февраля 2022 года  | 26 февраля 2022 года  | Киевский  | Победа Украины                            |
| Бои за Бучу                   | Киевская область     | 25 февраля 2022 года  | 31 марта 2022 года    | Киевский  | Победа Украины                            |
| Бои за Ирпень                 | Киевская область     | 27 февраля 2022 года  | 28 марта 2022 года    | Киевский  | Победа Украины                            |
| Бои за Энергодар              | Запорожская область  | 28 февраля 2022 года  | 4 марта 2022 года     | Южный     | Победа России с последующей оккупацией    |
| Бои за Вознесенск             | Николаевская область | 2 марта 2022 года     | 3 марта 2022 года     | Южный     | Победа Украины                            |
| Бои за Вознесенск             | Николаевская область | 9 марта 2022 года     | 13 марта 2022 года    | Южный     | Победа Украины                            |
| Бои за Изюм                   | Харьковская область  | 3 марта 2022 года     | 1 апреля 2022 года    | Северный  | Победа России с последующим выводом войск |
| Бои за Изюм                   | Харьковская область  | 8 сентября 2022 года  | 11 сентября 2022 года | Северный  | Победа России с последующим выводом войск |
| Бои за Северодонецк           | Луганская область    | 5 марта 2022 года     | 25 июня 2022 года     | Восточный | Победа России с последующей оккупацией    |
| Битва за Мощун                | Киевская область     | 5 марта 2022 года     | 11 марта 2022 года    | Киевский  | Победа Украины                            |
| Бои за Бровары                | Киевская область     | 9 марта 2022 года     | 1 апреля 2022 года    | Киевский  | Победа Украины                            |
| Бои за Рубежное               | Луганская область    | 15 марта 2022 года    | 13 мая 2022 года      | Восточный | Победа России с последующей оккупацией    |
| Бои за Марьинку               | Донецкая область     | 17 марта 2022 года    | 25 декабря 2023 года  | Восточный | Победа России                             |
| Бои за Попасную               | Луганская область    | 18 марта 2022 года    | 7 мая 2022 года       | Восточный | Победа России с последующей оккупацией    |
| Бои за Кременную              | Луганская область    | 18 апреля 2022 года   | 19 апреля 2022 года   | Восточный | Победа России                             |
| Бои за Кременную              | Луганская область    | 2 октября 2022 года   | 1 августа 2023 года   | Восточный | Победа России                             |
| Бои за Белогоровку            | Луганская область    | 5 мая 2022 года       | 3 июля 2022 года      | Восточный | Победа Украины                            |
| Бои за Белогоровку            | Луганская область    | 20 сентября 2022 года | 20 мая 2024 года      | Восточный | Победа России                             |
| Бои за Орехов                 | Запорожская область  | 7 мая 2022 года       | 14 июня 2024 года     | Восточный | Победа Украины                            |
| Форсирование Северского Донца | Луганская область    | 5 мая 2022 года       | 13 мая 2022 года      | Восточный | Победа Украины                            |
| Бои за Лиман                  | Донецкая область     | 23 мая 2022 года      | 27 мая 2022 года      | Восточный | Победа России с последующей оккупацией    |
| Бои за Лиман                  | Донецкая область     | 10 сентября 2022 года | 1 октября 2022 года   | Восточный | Победа Украины                            |
| Бои за Лисичанск              | Луганская область    | 25 июня 2022 года     | 3 июля 2022 года      | Восточный | Победа России с последующей оккупацией    |
| Бои за Спорное                | Донецкая область     | 27 июня 2022 года     | 4 октября 2024 года   | Восточный | Победа Украины                            |
| Бои за Северск                | Донецкая область     | 3 июля 2022 года      | 9 сентября 2022 года  | Восточный | Победа Украины                            |
| Бои за Пески                  | Донецкая область     | 28 июля 2022 года     | 24 августа 2022 года  | Восточный | Победа России с последующей оккупацией    |
| Бои за Бахмут                 | Донецкая область     | 1 августа 2022 года   | 31 января 2024 года   | Восточный | Победа России                             |
| Бои за Соледар                | Донецкая область     | 3 августа 2022 года   | 25 января 2023 года   | Восточный | Победа России с последующей оккупацией    |
| Бои за Первомайское           | Донецкая область     | 30 августа 2022 года  | 13 апреля 2024 года   | Восточный | Победа России                             |
| Бои за Балаклею               | Харьковская область  | 6 сентября 2022 года  | 8 сентября 2022 года  | Северный  | Победа Украины                            |
| Бои за Купянск                | Харьковская область  | 8 сентября 2022 года  | 16 сентября 2022 года | Северный  | Победа Украины                            |
| Бои за Сватово                | Луганская область    | 3 октября 2022 года   | 12 июня 2024 года     | Восточный | Победа России                             |
| Бои за Водяное                | Донецкая область     | 30 октября 2022 года  | 31 марта 2024 года    | Восточный | Победа Украины                            |
| Бои за Павловку               | Донецкая область     | 1 ноября 2022 года    | 14 июня 2024 года     | Восточный | Победа Украины                            |
| Бои за Каменское              | Запорожская область  | 12 декабря 2022 года  | 13 июня 2024 года     | Восточный | Победа Украины                            |
| Бои за Угледар                | Донецкая область     | 24 января 2023 года   | 15 февраля 2023 года  | Восточный | Победа Украины                            |
| Бои за Угледар                | Донецкая область     | 18 августа 2024 года  | 1 октября 2024 года   | Восточный | Победа России                             |
| Бои за Левадное               | Запорожская область  | 10 июня 2023 года     | 14 октября 2024 года  | Восточный | Победа России                             |
| Бои за Лобковое               | Запорожская область  | 10 июня 2023 года     | 19 июня 2023 года     | Восточный | Победа Украины                            |
| Бои за Нескучное              | Донецкая область     | 10 июня 2023 года     | 11 июня 2023 года     | Восточный | Победа Украины                            |
| Бои за Благодатное            | Донецкая область     | 11 июня 2023 года     | 8 декабря 2024 года   | Восточный | Победа России                             |
| Бои за Сторожевое             | Донецкая область     | 11 июня 2023 года     | 12 июня 2023 года     | Восточный | Победа Украины                            |
| Бои за Макаровку              | Донецкая область     | 11 июня 2023 года     | 13 июня 2023 года     | Восточный | Победа Украины                            |
| Бои за Новодаровку            | Запорожская область  | 12 июня 2023 года     | 3 декабря 2024 года   | Восточный | Победа России                             |
| Бои за Пятихатки              | Запорожская область  | 19 июня 2023 года     | 19 июня 2023 года     | Восточный | Победа Украины                            |
| Бои за Ровнополь              | Донецкая область     | 26 июня 2023 года     | 14 ноября 2024 года   | Восточный | Победа России                             |
| Бои за Клещеевку              | Донецкая область     | 5 июля 2023 года      | 22 мая 2024 года      | Восточный | Победа России                             |
| Бои за Старомайорское         | Донецкая область     | 16 июля 2023 года     | 10 июня 2024 года     | Восточный | Победа России                             |
| Бои за Урожайное              | Донецкая область     | 8 августа 2023 года   | 13 июля 2024 года     | Восточный | Победа России                             |
| Бои за Работино               | Донецкая область     | 10 августа 2023 года  | 15 мая 2024 года      | Восточный | Победа России                             |
| Бои за Андреевку              | Донецкая область     | 28 августа 2023 года  | 15 сентября 2023 года | Восточный | Победа России                             |
| Бои за Новомайорское          | Донецкая область     | 10 сентября 2023 года | 21 сентября 2023 года | Восточный | Победа России                             |
| Бои за Белогрудово            | Херсонская область   | 9 ноября 2023 года    | 12 июня 2024 года     | Восточный | Победа Украины                            |
| Бои за Крынки                 | Херсонская область   | 11 ноября 2023 года   | 20 февраля 2024 года  | Восточный | Победа России                             |
| Бои за Степовое               | Донецкая область     | 14 ноября 2023 года   | 27 февраля 2024 года  | Восточный | Победа России                             |
| Бои за Синьковку              | Харьковская область  | 28 ноября 2023 года   | 7 сентября 2024 года  | Восточный | Победа России                             |
| Бои за Новомихайловку         | Донецкая область     | 11 декабря 2023 года  | 22 апреля 2024 года   | Восточный | Победа России                             |
| Бои за Богдановку             | Донецкая область     | 23 декабря 2023 года  | 8 апреля 2024 года    | Восточный | Победа России                             |
| Бои за Весёлое                | Донецкая область     | 6 февраля 2024 года   | 4 августа 2024 года   | Восточный | Победа России                             |
| Бои за Ивановское             | Донецкая область     | 15 февраля 2024 года  | 4 апреля 2024 года    | Восточный | Победа России                             |
| Бои за Ласточкино             | Донецкая область     | 17 февраля 2024 года  | 24 февраля 2024 года  | Восточный | Победа России                             |
| Бои за Победу                 | Донецкая область     | 20 февраля 2024 года  | 21 февраля 2024 года  | Восточный | Победа России                             |
| Бои за Северное               | Донецкая область     | 23 февраля 2024 года  | 25 февраля 2024 года  | Восточный | Победа России                             |
| Бои за Красногоровку          | Донецкая область     | 25 февраля 2024 года  | 1 августа 2024 года   | Восточный | Победа России                             |
| Бои за Орловку                | Донецкая область     | 26 февраля 2024 года  | 14 августа 2024 года  | Восточный | Победа России                             |
| Бои за Тоненькое              | Донецкая область     | 26 февраля 2024 года  | 21 марта 2024 года    | Восточный | Победа России                             |
| Бои за Бердычи                | Донецкая область     | 27 февраля 2024 года  | 2 мая 2024 года       | Восточный | Победа России                             |
| Бои за Невельское             | Донецкая область     | 14 марта 2024 года    | 12 июня 2024 года     | Восточный | Победа России                             |
| Бои за Семёновку              | Донецкая область     | 1 апреля 2024 года    | 29 апреля 2024 года   | Восточный | Победа России                             |
| Бои за Владимировку           | Донецкая область     | 1 апреля 2024 года    | 13 июня 2024 года     | Восточный | Победа Украины                            |
| Бои за Нью-Йорк               | Донецкая область     | 21 июня 2024 года     | 20 августа 2024 года  | Восточный | Победа России                             |
| Бои за Часов Яр               | Донецкая область     | 4 апреля 2024 года    | 31 июля 2025 года     | Восточный | Победа России                             |
| Бои за Новокалиново           | Донецкая область     | 6 апреля 2024 года    | —                     | Восточный | Бои продолжаются                          |
| Бои за Покровск               | Донецкая область     | 18 июля 2024 года     | —                     | Восточный | Бои продолжаются                          |

## Воздушные бои, сражения, артиллерийские и реакетно-бомбовые обстрелы
| Наименование                                           | Дата                             | Атакующая сторона              | Цель                                             |
| ------------------------------------------------------ | -------------------------------- | ------------------------------ | ------------------------------------------------ |
| Бомбардировки Одессы                                   | 24 февраля 2022 года — н. в.     | Российская Федерация           | Военные и военно-гражданские цели вблизи Одессы  |
| Бои под Чернобаевкой                                   | 27 февраля — 11 ноября 2022 года | Украина                        | Скопление сухопутных сил и авиации ВС РФ         |
| Бомбардировка улицы Черновола в Чернигове              | 3 марта 2022 года                | Российская Федерация           | Неизвестно                                       |
| Авиаудар по больнице в Мариуполе                       | 9 марта 2022 года                | Российская Федерация           | Неизвестно                                       |
| Обстрел дома престарелых в Кременной                   | 11 марта 2022 года               | Российская Федерация           | Неизвестно                                       |
| Обстрел Николаева кассетными боеприпасами              | 13 марта 2022 года               | Российская Федерация           | Неизвестно                                       |
| Ракетный удар по Яворовскому полигону                  | 13 марта 2022 года               | Российская Федерация           | Учебный центр интернационального легиона Украины |
| Обстрел Донецка                                        | 14 марта 2022 года               | Украина / Российская Федерация | Неизвестно                                       |
| Бомбардировка Мариупольского театра                    | 16 марта 2022 года               | Российская Федерация           | Неизвестно                                       |
| Ракетный удар по Делятину                              | 18 марта 2022 года               | Российская Федерация           | Подземный оружейный склад Украины                |
| Ракетный удар по торговому центру Retroville в Киеве   | 20 марта 2022 года               | Российская Федерация           | Неизвестно                                       |
| Ракетный удар по вокзалу Краматорска                   | 8 апреля 2022 года               | Российская Федерация           | Неизвестно                                       |
| Ракетный удар по торговому центру в Кременчуге         | 27 июня 2022 года                | Российская Федерация           | Неизвестно                                       |
| Ракетный удар по базе отдыха и жилому дому в Сергеевке | 1 июля 2022 года                 | Российская Федерация           | Неизвестно                                       |
| Обстрел Белгорода                                      | 3 июля 2022 года                 | Украина                        | Неизвестно                                       |
| Ракетный удар по Часову Яру                            | 9 июля 2022 года                 | Российская Федерация           | Неизвестно                                       |
| Ракетный удар по Харькову                              | 11 июля 2022 года                | Российская Федерация           | Неизвестно                                       |
| Ракетный удар по Виннице                               | 14 июля 2022 года                | Российская Федерация           | Неизвестно                                       |
| Взрывы на аэродроме «Саки»                             | 9 августа 2022 года              | Украина                        | Авиационные силы Черноморского Флота             |
| Ракетный удар по общежитиям в Харькове                 | 17 и 18 августа 2022 года        | Российская Федерация           | Неизвестно                                       |
| Ракетный удар по железнодорожной станции Чаплино       | 24 августа 2022 года             | Российская Федерация           | Неизвестно                                       |
| Ракетный удар по гуманитарной колонне в Запорожье      | 30 сентября 2022 года            | Российская Федерация           | Неизвестно                                       |
| Обстрелы Шебекино                                      | Октябрь 2022 года — н. в.        | Украина                        | Неизвестно                                       |
| Обстрелы Запорожья                                     | 6 и 9 октября 2022 года          | Российская Федерация           | Неизвестно                                       |
| Ракетный обстрел Украины                               | 10 октября 2022 года             | Российская Федерация           | Энергетическая инфраструктура Украины            |
| Ракетный обстрел Украины                               | 15 ноября 2022 года              | Российская Федерация           | Критическая инфраструктура Украины               |
| Атаки авиабаз под Рязанью и в Энгельсе                 | 5 декабря 2022 года              | Украина                        | Авиационные базы РФ                              |
| Удар по лагерю российских солдат в Макеевке            | 31 декабря 2022 года             | Украина                        | Лагерь российских солдат                         |
| Ракетный удар по жилому дому в Днепре                  | 14 января 2023 года              | Российская Федерация           | Энергетическая инфраструктура Украины            |
| Обстрел Белгорода                                      | 30 декабря 2023 года             | Украина                        | Неизвестно                                       |
| Обстрел Донецка                                        | 21 января 2024 года              | Украина                        | Неизвестно                                       |
| Обстрел Лисичанска                                     | 3 февраля 2024 года              | Украина                        | Неизвестно                                       |
| Обстрел Белгорода                                      | 15 февраля 2024 года             | Украина                        | Неизвестно                                       |
| Обрушение подъезда в Белгороде                         | 12 мая 2024 года                 | Украина                        | Неизвестно                                       |
| Ракетный удар по Севастополю                           | 23 июня 2024 года                | Украина                        | Неизвестно                                       |